# Quartetto per archi n. 1 (Čajkovskij)
Il Quartetto per archi n. 1 in re maggiore, Op. 11 fu composto da Pëtr Il'ič Čajkovskij nel 1871.

## Storia della composizione
Composto nel febbraio del 1871, il quartetto venne eseguito per la prima volta a Mosca il 16 marzo 1871 da quattro membri della Società musicale russa. Esso è considerato uno dei migliori risultati tra i primi lavori di Čajkovskij; divenne subito molto noto e fu una delle sue prime opere ad essere eseguite in Europa occidentale. Nel 1877 il quartetto fu eseguito durante un concerto in onore di Lev Tolstoj che, durante l'esecuzione del secondo movimento, non poté trattenere le lacrime. In seguito Čajkovskij così descrisse il ricordo di quella sera:
Nel 1888 Čajkovskij arrangiò il secondo movimento per violoncello ed orchestra d'archi. 

## Struttura della composizione
Il quartetto è diviso in quattro movimenti:
1. Moderato e semplice in re maggiore;
2. Andante cantabile in si bemolle maggiore;
3. Scherzo. Allegro non tanto e con fuoco – Trio in re minore;
4. Finale. Allegro giusto – Allegro vivace in re maggiore.

Il secondo movimento è basato su una melodia popolare che Čajkovskij aveva sentito intonare da un imbianchino e che da allora divenne molto famosa.